# StarCraft II: Legacy of the Void
StarCraft II: Legacy of the Void (подзаголовок в переводе с англ. — «Наследие Пустоты») — компьютерная игра в жанре стратегии в реальном времени, разработанная компанией Blizzard Entertainment и изданная компанией Activision Blizzard в ноябре 2015 года; третья и заключительная часть в трилогии StarCraft II. В 2017 году все дополнения объединены под названием просто StarCraft II, сетевой режим стал бесплатным, сетевая игра с балансом прошлых двух дополнений закрыта.

## Синопсис
LotV включает в себя дополнительные боевые единицы (по 2 для каждой расы), обширные многопользовательские изменения, а также кампанию, которая охватывает 19 миссий основной кампании, 3 миссии пролога и 3 миссии эпилога. Главной действующей стороной являются протоссы, а героем — иерарх Дэлаамов Артанис. Ему предстоит отвоевать свою родную планету Айур, объединить разрозненных протоссов, восстановить единство их расы и помочь Саре Керриган победить Падшего Зел-нага Амуна, собирающегося устроить конец света. В перерывах между миссиями Артанис возвращается на древний флагман протосского флота «Копье Адуна», где вместе с фазовым кузнецом Караксом совершенствует его, укрепляет армию протоссов и советуется с другими персонажами. Для каждой миссии нужно подобрать соответствующую армию, выбирая 1 из 3 более-менее аналогичных юнитов внутри 7 групп, от чего зависит стиль и сам успех прохождения. Главной целью кампании является объединение протосских фракций и прочих союзников и создание мощной армии, которая позволит отвоевать Айур у сил Амуна, уничтожить его воплощение, а затем и его самого.
Прологом к кампании являются 3 миссии под названием Whispers of Oblivion (с англ. — «Предчувствие Тьмы»). Главным героем в них является Зератул, а сюжет рассказывает об обнаружении пристанища талдаримов, завершивших возрождение Амуна, и раскрытии им тайны пророчества. Эпилогом кампании являются три миссии под названием Into the Void (с англ. — «Пустота зовёт»). Главными героями в них являются Артанис, Рейнор и Керриган, а сюжет повествует о финальном штурме Пустоты объединёнными силами протоссов, терранов и зергов.

### Сюжет

#### Пролог: Предчувствие Тьмы
Настала эпоха перемен. Амун, падший зел-нага, возродился где-то в космосе и его пришествие грозит гибелью всему живому в секторе Копрулу. Тёмный прелат Зератул, проклятый собственным народом как предатель и еретик, скитается по галактике в поисках последней части пророчества о возвращении зел-нага. Он предупредил терранов и зергов, но всё ещё не мог понять, какую роль должны сыграть протоссы в событиях, которые потрясут всю галактику.
Зератул, пытаясь найти последнюю часть пророчества, которое укажет место возрождения Амуна, направляется к одной из терранских баз, где с ним связывается претор Талис, одна из командиров иерарха дэлаамов Артаниса. Она объясняет, что терраны похищают протоссов для экспериментов и просит помощи. Зератул прибывает на станцию, но тут появляются зерги во главе с Керриган, намеренные уничтожить эту базу, поскольку здесь выращивают гибридов для армии Амуна. Пока зерги пробиваются к реактору станции, Зератул и Талис освобождают пленников и узнают место возрождения Падшего.
Получив нужную информацию, Зератул и Талис направляются на планету Атриас, где расположен храм зел-нага. Прелат пробивается через силы талдаримов, протоссов-фанатиков Амуна под командованием владыки Ма-Лаша, и входит в храм. Там он прорывается через талдаримов и уничтожает Катализатор Пустоты, лишая фанатиков связи с Амуном и ослабляя их. С Зератулом на связь выходит нечто, напоминающее дух Тассадара, который советует найти Ключ. Вскоре после этого Амун пытается сам убить Зератула, обрушив на него храм, но Талис жертвует собой, чтобы выиграть прелату достаточно времени, чтобы спастись от гнева Падшего. Получив последний фрагмент исполнившегося пророчества, Зератул направляется к Артанису, чтобы предупредить его о своём открытии.

#### Наследие Пустоты
Золотая Армада, могущественный флот протоссов, готовится начать вторжение на их прародину, Айур, ныне поглощённую зергами. Иерарх дэлаамов Артанис и верховный вершитель Селендис, возглавляющие вторжение на планету, уже готовы отдать приказ, но в самый последний момент из Пустоты появляется тёмный прелат Зератул, которого Селендис тут же пытается арестовать. Зератул просит Артаниса поверить в то, что их главный враг, Амун, пробудился и стремится при помощи своих гибридов уничтожить всю галактику. Прелат просит юного иерарха остановить вторжение, но тот отказывается это делать из-за невероятно больших жертв, которые были принесены для того, чтобы вторжение прошло успешно. По его приказу тысячи протоссов перемещаются на поверхность планеты.
Через некоторое время после начала вторжения, выясняется, что зерги Айура контролируются Амуном через гибридов. После битвы Зератул рассказывает Артанису о Ключе — артефакте зел-нага, который использовался для превращения Керриган из Королевы Клинков обратно в человека. Неожиданно Амун оскверняет Кхалу — псионную связь, объединяющую все эмоции протоссов, — и берёт под свой контроль практически всех кхалаев и тамплиеров, включая Артаниса. Ценой своей жизни Зератулу удаётся отсечь нейронные узы иерарха и освободить его из под власти Падшего. Артанис, собрав выживших членов Золотой Армады, павшей под контроль Амуна, находит фазового кузнеца Каракса, с помощью которого ему удаётся активировать системы древнего корабля «Копьё Адуна» и покинуть Айур.
Тем временем, гибриды атакуют миры Доминиона терранов. Джим Рейнор возглавляет орбитальную защиту столицы. Первой остановкой Артаниса стала планета Корхал, где ему, так же, как и Джиму Рейнору, пришлось защищаться от «Корпуса Мёбиуса», который стал контролироваться гибридами. Во время битвы «мёбиусы» повреждают орбитальную платформу «Небесный щит», но благодаря своевременному вмешательству протоссов станция была успешно починена прежде, чем она упала на Августград. Но сразу же после этого на императорский дворец было совершено нападение гибридов, которые пытались украсть Ключ. Однако совместные силы Артаниса, Рейнора и нового императора Валериана Менгска разбили гибридов и «Корпус Мёбиуса» ценой огромных потерь для терранов: миры Доминиона разграблены и разорены.
Вскоре после получения артефакта иерарх летит на родину неразимов — Шакурас, чтобы заручиться их поддержкой, но когда на связь с ним выходит матриарх Воразун, дочь Рашжагал, она сообщает ему о том, что миллиарды зергов и гибридов хлынули из Айура через сеть искривлений. Спасая оставшееся население планеты, матриарх принимает нелёгкое решение уничтожить Шакурас раз и навсегда, чтобы Амун не получил этот мир в качестве плацдарма для наступления на сектор. Она предлагает Артанису перегрузить фазовый модуль, охраняющийся в их главном храме, а перед этим загнать как можно больше зергов и гибридов через врата искривления на планету, чтобы лишить Падшего существенных сил. Пока Артанис силами Перворождённых и оставшихся на планете неразимов защищают храм, модуль успевает перегрузиться настолько, что проникает в ядро и уничтожает планету.
Затем Артанис отправляется на Гласиус, чтобы приобрести технологии Чистильщиков (ИИ, в который встраивали сознание и воспоминания погибших тамплиеров), которых разрабатывали по заказу ныне несуществующего Конклава, прежде чем проект был закрыт. Однако, прибыв на орбиту, Артанис выясняет, что исследовательский комплекс атакован талдаримами под предводительством высшего посвящённого Аларака. Дэлаамам удаётся спасти образцы прежде, чем протоссы Амуна уничтожили комплекс. Среди прототипов Каракс отыскал модифицированного драгуна, в которого встроили воспоминания воина Феникса, погибшего во время кампании оригинальной игры.
Изучив Ключ, Артанис совершает путешествие на Ульнар, родную планету зел-нага, встречает там Керриган и заключает с ней союз, узнав, что она тоже борется против Амуна и его воинства. Во время своих поисков, Артанис и Керриган узнают о происхождении зел-нага. Войдя в зал вознесения, Артанис и Керриган находят убитых зел-нага — их убили войска Амуна. Падший открывает врата в Пустоту и Керриган с Артанисом оказываются в ловушке. В это время на борт «Копья Адуна» проникает Аларак, который, после недолгой стычки с Воразун, заявляет, что у них общий враг и что Иерарх в смертельной опасности. Воразун неохотно посылает войска протоссов по указанным Алараком координатам и совместно с Роем зергов спасают Артаниса и Керриган.
Аларак раскрывает, что Амун обманул талдаримов, убедив их, что их вера вознаградится превращением в гибридов. Желая отомстить Амуну за предательство, Аларак предлагает Артанису сделку: Артанис поможет Алараку свергнуть владыку Ма-Лаша с позиции лидера талдаримов, а Аларак в свою очередь выведет талдаримов из конфликта, что существенно сократит ряды Амуна. Артанис неохотно соглашается и помогает Алараку соблюсти традицию талдаримов — поединок Рак-Шир (Цепь Вознесения), и Ма-Лаша свергают. Аларак объявляет талдаримам о предательстве Амуна и те жаждут отомстить бывшему богу.
По просьбе Феникса (ныне известного как Таландар), Артанис отправляется искать древних Чистильщиков, несмотря на опасения советников. В комплексе «Киброс» на орбите лесной планеты Эндион, Артанис и его воины прорываются сквозь орды зергов Амуна, чтобы пробудить древних Чистильщиков — механических солдат с сознанием легендарных воинов-протоссов, к которым Конклав относился скорее как к оружию, нежели как к тамплиерам, из-за чего вспыхнуло восстание, заставившее Конклав закрыть проект. С помощью Таландара, Артанис успокаивает Чистильщиков и убеждает их присоединиться к нему, оставаясь вместе как равные.
Вновь собрав силы протоссов, Артанис начинает новое вторжение на Айур, в то время как подконтрольная Амуну Золотая Армада сеет разрушения в остальных частях сектора Копрулу. Уничтожив физическую оболочку Амуна, Артанис временно заточает сознание Падшего в Ключе, что позволяет порабощённым дэлаамам временно прийти в себя. Артанис призывает их отсечь свои нейронные узы, чтобы отсоединиться от Кхалы и лишить сознание Амуна якоря в реальном пространстве — протоссы Айура отсекают свои нейронные узы и изгоняют Амуна обратно в Пустоту. С освобождением родной планеты и воссоединением протоссов под эгидой дэлаамов, они начинают восстанавливать свою цивилизацию, знаменуя начало новой эпохи мира и процветания на Айуре.

#### Эпилог: Пустота зовёт
Спустя какое-то время после освобождения Айура, Керриган посылает Артанису и Рейнору псионный призыв, направляя их обратно на Ульнар в качестве плацдарма для вторжения в Пустоту, чтобы навсегда положить конец угрозе Амуна. Объединённая армада терранов, зергов и протоссов успешно прорывает первую линию обороны Падшего, и Алексей Стуков окончательно убивает воскресшего Наруда/Дюрана, оказавшегося зел-нага, мстя ему за свою смерть на Браксисе во время Войны зергов. В ходе штурма герои находят и освобождают пленённого Уроса — предпоследнего представителя зел-нага. Урос раскрывает героям, что он использовал образ Тассадара, чтобы направлять их и чтобы поддерживать Бесконечный Цикл, другой зел-нага должен убить Амуна. На данный момент только Керриган способна пережить такое вознесение. Урос отдаёт ей свою эссенцию вечности и Керриган становится зел-нага, после чего она при поддержке объединённой армады окончательно уничтожает Амуна и приказывает оставшимся армиям отступать, поскольку её финальная атака спровоцировала психическую реакцию в Пустоте.
Проходит два года... Доминион терранов под чутким руководством императора Валериана Менгска и адмирала Мэтью Хорнера вступает в новую эпоху мира и процветания, и даже налаживает мирные отношения с объединёнными протоссами во главе с Артанисом. Рейнор воссоединяется с Керриган в человеческом облике и оставив в баре «У Джо Рея» свой значок шерифа, покидает Мар-Сару, и с тех пор Рейнора и Керриган больше никто и никогда не видел. Зерги, ныне ведомые своей новой королевой Загарой, отвоёвывают Чар и окрестные системы в качестве своего нового дома. Аларак и талдаримы отказались от союза с дэлаамами и покинули Айур, чтобы найти новый дом, но некоторые несогласные с этим решением талдаримы остались и пополнили ряды тамплиеров. По мере постепенного наступления мира, учёные сообщают, что на ранее опустошённых планетах по всему сектору Копрулу аномальным образом расцветает жизнь, но причина этого явления остаётся неизвестной.

### Озвучивание
| Актёр            | Роль                                | Дублирует в русской версии  |
| ---------------- | ----------------------------------- | --------------------------- |
| Патрик Сайц      | иерарх Артанис                      | Александр Дзюба             |
| Фред Таташор     | Зератул                             | Андрей Ярославцев           |
| Роберт Клотворси | Джим Рейнор                         | Всеволод Кузнецов           |
| Триша Хелфер     | Сара Керриган                       | Полина Щербакова            |
| Рик Вассерман    | Амун                                | Олег Куценко                |
| Майкл Дорн       | «Тассадар» / Урос                   | Никита Семёнов-Прозоровский |
| Кри Саммер       | верховный вершитель Селендис        | Елена Соловьёва             |
| Трэвис Уиллингем | фазовый кузнец Каракс               | Александр Хотченков         |
| Рэйчел Робинсон  | матриарх неразимов Воразун          | Елена Шульман               |
| Марк Грайе       | «Феникс» / Таландар                 | Игорь Старосельцев          |
| Брайан Блум      | адмирал Мэтт Хорнер                 | Диомид Виноградов           |
| Джош Китон       | император Доминиона Валериан Менгск | Олег Вирозуб                |
| Джон де Ланси    | Аларак                              | Андрей Соколов              |
| Клаудия Кристиан | Рохана                              | Мария Фортунатова           |

## Разработка
В июне 2008 года исполнительный вице-президент Blizzard Роб Пардо заявил, что StarCraft II будет выпущен как трилогия игр, начиная с Wings of Liberty — ориентированная на терранов, затем Heart of the Swarm — посвященная зергам и Legacy of the Void — протоссам. Команда Blizzard стала работать над заключительной частью трилогии сразу после выхода Heart of the Swarm. Дастин Броудер, директор StarCraft II, заявил: «мы, конечно, делаем все возможное, чтобы сократить время между релизами», — при этом отмечая, что «эффективная, но быстрая разработка — это не то, в чём мы когда-либо были сильны». StarСraft II Legacy of the Void был официально объявлен на BlizzCon 2014, в ходе которого появилась официальная информация об игре. Дополнение не потребует оригинального Wings of Liberty, как было с Heart of the Swarm, то есть будет отдельной игрой. Blizzard также объявили о новых кооперативных режимах игры таких как: Archon Mode и Allied Commander. Кроме того, были показаны новые боевые единицы и их улучшения для сетевой игры. В июле 2015, кроме бета-тестирования была выпущена мини кампания-пролог, повествующая о приключениях Зератула и являющаяся как бы переходом между сюжетом основных кампаний. Разработчики сообщили дату выхода игры 10 ноября 2015 года.
Игра была представлена на фестивале GamesCom 2015 (с 5 по 8 августа) — в виде уже готового мультиплеера и трёх миссий пролога. Она была представлена незадолго до официальной даты выхода игры на фестивале BlizzCon 2015 (с 6 по 7 ноября).

## Реакция
| Сводный рейтинг       | Сводный рейтинг |
| Агрегатор             | Оценка          |
| --------------------- | --------------- |
| GameRankings          | 87,49 %         |
| Metacritic            | 88/100          |
| Иноязычные издания    |                 |
| Издание               | Оценка          |
| Game Informer         | 8,75/10         |
| GameSpot              | 8/10            |
| IGN                   | 8,9/10          |
| PC Gamer (US)         | 91 %            |
| Русскоязычные издания |                 |
| Издание               | Оценка          |
| «Игромания»           | 9/10            |
| «Канобу»              | 9/10            |
| «Мир фантастики»      | 9/10            |

Игра получила преимущественно положительные отзывы, согласно агрегатору рецензий Metacritic, средняя оценка — 88/100.

## Режимы кооперативной игры

### Archon Mode
В новом игровом режиме Archon двум игрокам предстоит вместе контролировать одну базу, как в обычном матче 1 на 1. Теперь каждый из игроков сможет сфокусироваться на определённых аспектах игры. Например: один развивает базу, а другой атакует врага. Таким образом можно будет проводить более интересную и продуманную игру. По словам Аарона Киркпатрика:
Нам [команде разработчиков] действительно понравилась идея, как игрокам предоставляется возможность играть на более высоком уровне чем раньше, но так же важно, что теперь есть новый кооперативный мод — просто раньше мы слышали от фанатов и людей из нашей команды, что они хотят новый кооперативный режим, что они хотят играть вместе со своими друзьями. Этот мод действительно воплощает желания игроков в реальность.

### Совместный режим
Режим игры строго на 2 человека, введённый в 2015 году. Игрок может выбрать одного из 18 героев игры, каждый из которых имеет уникальный набор войск, технологий и способностей, которые открываются с повышением уровня персонажа. По сути это означает введение в StarCraft суб-рас (чего не наблюдалось в играх Blizzard ранее), поскольку одна и та же раса под предводительством разных командиров имеет в основном различные юниты, бонусы и тактику игры:
Терраны
- Джим Рейнор — терраны, специализирующиеся на массированном десанте и легкой технике, при поддержке Гипериона и ударного звена «Банши».
- Рори Свонн — терраны, войска которых состоят исключительно из мощной боевой техники, поддержка боевого роботизированного десанта и драккенской лазерной установки.
- Нова Терра — терраны с дорогостоящей, но крайне эффективной армией, при поддержке Новы, уклон в невидимость и способности. В качестве поддержки запрос исцеляющих дронов, вызов Грифона (либо для транспортировки, либо для ковровой бомбардировки), а также моментальное воскрешение Новы (если погибла).
- Мира Хан и Мэтт Хорнер — терраны, объединяющие в себе сильную, но хрупкую армию наёмников и живучую, но дорогостоящую флотилию Доминиона. Поддержка взрывчатого вооружения Миры и авиаударов Мэтта.
- Тайкус Финдли — терраны, чьи войска состоят из отряда наёмников «Небесные Дьяволы» во главе с Тайкусом. Каждый наёмник силён по-своему и обладает уникальной способностью. Дополнительная поддержка Медэваков и боевого робота «Один», пилотируемого Тайкусом.
- Арктур Менгск — терраны, состоящие из солдат, которые могут стать работниками, а также использовать разнообразный арсенал, и имперской стражи — элитного войска Доминиона, способной улучшать себя посредством повышения звания. Дополнительная поддержка в виде запроса бункеров с солдатами, вызова стаи порабощённых зергов, а также нанесение артиллерийских и ядерных ударов.

Зерги
- Сара Керриган — зерги с сильным смещением акцента к управлению самим героем при поддержке тяжелой армии.
- Загара — зерги с легкими дешевыми единицами и огромной скоростью воспроизводства, уклон в юниты-самоубийцы, поддержка Загары, крайне малое разнообразие.
- Абатур — зерги с непрерывно эволюционирующей тяжелой армией, способной усиливать себя посредством сбора биомассы. В качестве поддержки — размещение ловушек и массовое исцеление.
- Алексей Стуков — командир одной из частей армии зергов — зараженных терранов. Сочетает игровую механику и визуальный стиль терранов и зергов, войска представляют собой зомби и зараженную технику. Поддержка Апокалиска (ультралиск с бронёй Тора) и «Александра» (заражённый флагман ОЗД).
- Дехака — изначальные зерги. Очень мощный герой и сильная армия с индивидуальными бонусами у каждого юнита. Доступен временный вызов ещё троих героев. Система повышения героя перенята из WarCraft 3, а функционирование зданий и их внешний вид похожи на таковые у расы ночных эльфов.
- Игон Стетманн — меха-зерги, обладающие различными способностями, расходующие энергию, при поддержке робота Гэри. Также может устанавливать спутники, которые на выбор могут ускорять юнитов, лечить/чинить их или восполнять им энергию.

Протоссы
- Артанис — протоссы с хорошо сбалансированной тяжелой армией и способностью вызывать войска на поле боя (похожую механику получает Рейнор на 8 уровне), поддержка «Копья Адуна» в виде энергополя пилона, дополнительных щитов, орбитального удара и солнечной бомбардировки.
- Воразун — протоссы с уклоном в технологии невидимости и стремительных атак, поддержка «Копья Адуна» в виде маскировочных пилонов, вызова Тёмных Стражей (элитных тёмных тамплиеров), а также остановка времени и воронка.
- Каракс — протоссы с сильным смещением баланса в оборону и дорогими мощными юнитами, поддержка в виде лучевого оружия и темпоральных систем «Копья Адуна».
- Аларак — протоссы из касты талдаримов с мощной боевой техникой и псиониками при поддержке владыки Аларака, но лишенные возможности производить авиацию. Поддержка в виде вызова Флота Смерти, а также фотонной перегрузки строения.
- Феникс/Таландар — протоссы-роботы из фракции «чистильщиков». Командующий, меняющий своё тело (базовое тело — ближний бой, драгун — дальний бой, арбитр — воздушная поддержка) и 6 героев, способных вселяться в простые юниты (а также вечная нехватка припасов из-за больших требований к хорошей армии).
- Зератул — протоссы с очень мощными и дорогостоящими боевыми единицами при поддержке тёмного прелата Зератула. Не требует пилонов для производства войск и постройки зданий, но лишён врат искривления. Улучшения и способности не исследуются в строениях, а открываются по мере того, как Зератул находит при помощи своей способности артефакты Зел’нага. Способности поддержки зависят от выбора и открываются по мере сбора артефактов (вызов легиона, активная способность, пассивная способность, вызов аватара).

Для игры командирами предусмотрено несколько различных карт с заданиями (всего их 15). В игре присутствуют четыре режима сложности, также присутствуют «мутаторы» — дополнительные возможности усложнить миссию, например: снизив своим войскам обзор, ускорив войска противника или же дав противнику «луч воздаяния». Существует более 40 различных мутаторов, одновременно активировать возможно до 10 из них. В игре так же присутствует «мутация недели» — набор из двух-трёх мутаторов на определённом задании, который меняется каждый понедельник, за прохождение этого набора раз в неделю можно получить существенный бонус к опыту.
Благодаря этому режиму в StarCraft II вернулись практически все юниты из BroodWar, за исключением осквернителя и валькирии.
Совместный режим официально назван не-каноном (то есть его события не действительны с точки зрения подлинного сюжета игры), но является альтернативным по отношению к сюжету кампании Legacy of the Void, его задания происходят незадолго до отвоевания Айура: все герои уже объединились, Каракс уже стал воином, а Аларак — владыкой талдаримов, но Амун ещё не изгнан в пустоту. Ранее погибшие по сюжету персонажи не были доступны для кооперативной игры, но после выхода Тайкуса Финдли как командира, ограничения на добавления умерших персонажей более не действительны.

## Коллекционное издание
В состав коллекционного издания StarCraft 2: Legacy of the Void входят:
- Полная версия StarCraft 2: Legacy of the Void на DVD;
- Дополнительный диск с эксклюзивными видеоматериалами о создании серии StarCraft, интервью с разработчиками и представителями сообщества;
- Саундтрек на CD: 21 композиция из StarCraft 2: Legacy of the Void;
- 174-страничное боевое руководство с иллюстрациями, статистическими данными, информацией об истории игры, а также со сведениями о войсках и технологиях трёх рас;
- Цифровые бонусы практически для всех актуальных игр Blizzard: портреты и модели существ для Starcraft, питомец для World of Warcraft, питомец и комплект протоссов для Diablo III, рубашка карт для Hearthstone и транспорт для Heroes of the Storm.